# Xenillus tuberculatus
Xenillus tuberculatus är en kvalsterart som beskrevs av Subías och Antonio Arillo 2000. Xenillus tuberculatus ingår i släktet Xenillus och familjen Xenillidae. Inga underarter finns listade i Catalogue of Life.